# Miradouro de Santa Luzia
Het Miradouro de Santa Luzia is een uitkijkpunt gelegen in de freguesia  Santiago in Lissabon, Portugal. Vlak bij het uitkijkpunt ligt de Igreja de Santa Luzia, een kerk die werd gebouwd onder het bewind van Alfons I van Portugal. Vanaf het punt kijk je uit over de oudste wijk van Lissabon, Alfama, de rivier de Taag, de koepel van het Panteão Nacional, de Igreja de Santo Estêvão en de witte torens van de Igreja de São Miguel.